# آلفين روبنسون
آلفين روبنسون (بالإنجليزية: Alvin Robinson)‏ هو فنان قتال مختلط أمريكي، ولد في 16 يوليو 1982 في ويست كوفينا في الولايات المتحدة.

## وصلات خارجية
- آلفين روبنسون على موقع يو إف سي (الإنجليزية)
- آلفين روبنسون على موقع بيلاتور (الإنجليزية)
- آلفين روبنسون على موقع شيردوغ (الإنجليزية)
- آلفين روبنسون على موقع IMDb (الإنجليزية)
- آلفين روبنسون على موقع قاعدة بيانات الفيلم (الإنجليزية)